# Dick Crealy
Richard «Dick» Crealy (Sydney, 18 de setembre de 1944) és un ex tennista australià.
En el seu palmarès destaquen dos títols de Grand Slam en dobles masculins i un de dobles mixts. També fou finalista en Grand Slam en categoria individual i va formar part de l'equip australià de Copa Davis.
Hi ha confusió sobre el títol del US Open 1969, el qual comparteixen les parelles formades per Crealy i Allan Stone amb Ken Rosewall i Fred Stolle. L'any anterior es va instaurar l'Era Open i fins aquell moment, el US National Doubles es disputava a Boston, però diversos tennistes professionals van boicotejar el torneig perquè no garantia els premis econòmics convenients, i van preferir disputar el torneig que es disputava a Forest Hills, en el qual es van imposar Rosewall i Stolle. El 1971, la USTA i la ATP van decidir que ambdues parelles compartissin el títol de Grand Slam.

## Torneigs de Grand Slam

### Individual: 1 (0−1)
| Resultat  | Núm. | Any  | Torneig          | Oponent     | Marcador      |
| --------- | ---- | ---- | ---------------- | ----------- | ------------- |
| Finalista | 1.   | 1970 | Open d'Austràlia | Arthur Ashe | 4−6, 7−9, 2−6 |

### Dobles masculins: 2 (2−0)
| Resultat  | Núm. | Any  | Torneig                  | Parella     | Oponents                 | Marcador                |
| --------- | ---- | ---- | ------------------------ | ----------- | ------------------------ | ----------------------- |
| Guanyador | 1.   | 1968 | Australian Championships | Allan Stone | Terry Addison Ray Keldie | 10–8, 6–4, 6–3          |
| Guanyador | 2.   | 1974 | Roland Garros            | Onny Parun  | Robert Lutz Stan Smith   | 6–3, 6–2, 3–6, 5–7, 6–1 |

### Dobles mixts: 1 (1−0)
| Resultat  | Núm. | Any  | Torneig                  | Parella          | Oponents                   | Marcador |
| --------- | ---- | ---- | ------------------------ | ---------------- | -------------------------- | -------- |
| Guanyador | 1.   | 1968 | Australian Championships | Billie Jean King | Margaret Court Allan Stone | Renúncia |

## Palmarès

### Individual: 4 (2−2)
| Títols per superfície |
| --------------------- |
| Dura (0−0)            |
| Gespa (0−1)           |
| Terra batuda (2−1)    |

| Resultat  | Núm. | Data                 | Torneig                     | Superfície   | Oponent       | Marcador      |
| --------- | ---- | -------------------- | --------------------------- | ------------ | ------------- | ------------- |
| Finalista | 1.   | 19 de gener de 1970  | Open d'Austràlia, Austràlia | Gespa        | Arthur Ashe   | 4−6, 7−9, 2−6 |
| Guanyador | 1.   | 13 de juliol de 1970 | Båstad, Suècia              | Terra batuda | Georges Goven | 6−3, 6−1, 6−1 |
| Finalista | 2.   | 24 de juliol de 1972 | Kitzbühel, Àustria          | Terra batuda | Colin Dibley  | 1−6, 3−6, 4−6 |
| Guanyador | 2.   | 28 d'abril de 1975   | Niça, França                | Terra batuda | Iván Molina   | 7−6, 6−4, 6−3 |

### Dobles masculins: 19 (7−12)
| Títols per superfície |
| --------------------- |
| Dura (2−2)            |
| Gespa (2−0)           |
| Terra batuda (2−9)    |
| Moqueta (1−0)         |

| Resultat  | Núm. | Data                   | Torneig                      | Superfície   | Parella           | Oponents                          | Marcador                |
| --------- | ---- | ---------------------- | ---------------------------- | ------------ | ----------------- | --------------------------------- | ----------------------- |
| Guanyador | 1.   | 19 de gener de 1968    | Open d'Austràlia, Austràlia  | Gespa        | Allan Stone       | Terry Addison Ray Keldie          | 10–8, 6–4, 6–3          |
| Guanyador | 2.   | 6 de gener de 1969     | Melbourne, Austràlia         | Gespa        | Allan Stone       | Bill Bowrey Ray Ruffels           | 9–7, 6–4, 6–4           |
| Guanyador | 3.   | 13 de juliol de 1970   | Båstad, Suècia               | Terra batuda | Allan Stone       | Željko Franulović Jan Kodeš       | 6–2, 2–6, 12–10         |
| Guanyador | 4.   | 12 d'octubre de 1970   | Phoenix, Estats Units        | Dura         | Ray Ruffels       | Jan Kodeš Charlie Pasarell        | 7–6, 6–3                |
| Finalista | 1.   | 17 de maig de 1971     | Hamburg, Alemanya Occidental | Terra batuda | Allan Stone       | John Alexander Andrés Gimeno      | 4–6, 5–7, 9–7, 4–6      |
| Finalista | 2.   | 23 de juliol de 1973   | Washington DC, Estats Units  | Terra batuda | Andrew Pattison   | Ross Case Geoff Masters           | 6–2, 1–6, 4–6           |
| Guanyador | 5.   | 18 de febrer de 1974   | Hempstead, Estats Units      | Dura         | Jeff Borowiak     | Ross Case Geoff Masters           | 6–7, 6–4, 6–4           |
| Guanyador | 6.   | 3 de juny de 1974      | Roland Garros, França        | Terra batuda | Onny Parun        | Robert Lutz Stan Smith            | 6–3, 6–2, 3–6, 5–7, 6–1 |
| Finalista | 3.   | 15 de setembre de 1974 | Cedar Grove, Estats Units    | Dura         | Bob Tanis         | Steve Siegel Kim Warwick          | 6–4, 2–6, 1–6           |
| Finalista | 4.   | 18 de novembre de 1974 | Bombai, Índia                | Terra batuda | Onny Parun        | Anand Amritraj Vijay Amritraj     | 4–6, 6–7                |
| Guanyador | 7.   | 18 de gener de 1975    | Baltimore, Estats Units      | Moqueta (i)  | Ray Ruffels       | Ismail El Shafei Frew McMillan    | 6–4, 6–3                |
| Finalista | 5.   | 12 de maig de 1975     | Bournemouth, Regne Unit      | Terra batuda | Syd Ball          | Juan Gisbert Manuel Orantes       | 6–8, 3–6                |
| Finalista | 6.   | 25 d'agost de 1975     | South Orange, Estats Units   |              | John Lloyd        | Jimmy Connors Ilie Năstase        | 6–7, 5–7                |
| Finalista | 7.   | 16 de febrer de 1976   | Roma, Itàlia                 | Terra batuda | Frew McMillan     | Robert Lutz Stan Smith            | 7–6(5), 3–6, 4–6        |
| Finalista | 8.   | 17 de maig de 1976     | Hamburg (2)                  | Terra batuda | Kim Warwick       | Fred McNair Sherwood Stewart      | 6–7, 6–7, 6–7           |
| Finalista | 9.   | 13 de setembre de 1976 | Bermudes, Bermudes           | Terra batuda | Ray Ruffels       | Mike Cahill John Whitlinger       | 4–6, 6–4, 6–7           |
| Finalista | 10.  | 8 d'agost de 1977      | Indianapolis, Estats Units   | Terra batuda | Cliff Letcher     | Patricio Cornejo Jaime Fillol     | 7–6, 4–6, 3–6           |
| Finalista | 11.  | 23 de juliol de 1979   | Kitzbühel, Àustria           | Terra batuda | Antonio Zugarelli | Željko Franulović Heinz Günthardt | 2–6, 4–6                |
| Finalista | 12.  | 7 de gener de 1980     | Perth, Austràlia             | Dura         | Dale Collings     | Syd Ball Cliff Letcher            | 3–6, 4–6                |

### Dobles mixts: 2 (1−1)
| Títols per superfície |
| --------------------- |
| Dura (0−0)            |
| Gespa (1−1)           |
| Terra batuda (0−0)    |

| Resultat  | Núm. | Data                | Torneig                     | Superfície | Parella          | Oponents                         | Marcador           |
| --------- | ---- | ------------------- | --------------------------- | ---------- | ---------------- | -------------------------------- | ------------------ |
| Guanyador | 1.   | 19 de gener de 1968 | Open d'Austràlia, Austràlia | Gespa      | Billie Jean King | Margaret Smith Court Allan Stone | Renúncia           |
| Finalista | 1.   | 27 de gener de 1970 | Auckland, Nova Zelanda      | Gespa      | Ann Haydon-Jones | Margaret Smith Court Tom Okker   | Final no disputada |

## Trajectòria

### Individual
| Torneig | 1963 | 1964 | 1965 | 1966 | 1967 | 1968 | 1969 | 1970 | 1971 | 1972 | 1973 | 1974 | 1975 | 1976 | 1977 | 1977 | 1978 | 1979 | Títols |
| --- | ---- | ---- | ---- | ---- | ---- | ---- | ---- | ---- | ---- | ---- | ---- | ---- | ---- | ---- | ---- | ---- | ---- | ---- | ------ |
| Open d'Austràlia | 2R   | 2R   | A    | 1R   | 2R   | QF   | 2R   | F    | 2R   | QF   | 1R   | 3R   | SF   | QF   | 3R   | 2R   | 2R   | A    | 0 / 14 |
| Roland Garros | A    | A    | A    | A    | 1R   | 3R   | 2R   | 4R   | 2R   | 2R   | 1R   | 2R   | 1R   | 1R   | 1R   | 1R   | 1R   | 1R   | 0 / 13 |
| Wimbledon | A    | A    | A    | 1R   | 3R   | 2R   | 3R   | 2R   | 1R   | 2R   | A    | 3R   | 2R   | 1R   | 1R   | 1R   | 1R   | A    | 0 / 12 |
| US Open | A    | A    | A    | A    | A    | A    | 2R   | 1R   | A    | A    | 2R   | 1R   | A    | 1R   | A    | A    | 2R   | A    | 0 / 6  |
| Rànquing a final d'any |      |      |      |      |      |      |      |      |      |      | 51   | 71   | 56   | 38   | 68   | 68   | 131  | 274  |        |
| Llegenda: G: Guanyador; F: Finalista; SF: Semifinalista; QF: Quarts de final; Q: Qualificació; A: Absent; RR: Round Robin; NC: No celebrat |      |      |      |      |      |      |      |      |      |      |      |      |      |      |      |      |      |      |        |

### Dobles
| Open d'Austràlia | G  | QF | SF | 3R | SF | QF | 2R | QF | QF | 1R | A  | 1R | 1R | 3R | 1 / 13 |
| Roland Garros | 2R | 3R | SF | 3R | 2R | A  | G  | 1R | 3R | 1R | 1R | A  | A  | A  | 1 / 9  |
| Wimbledon | 2R | QF | 1R | 1R | 1R | A  | 1R | SF | 2R | 2R | 2R | 1R | A  | A  | 0 / 10 |
| US Open | A  | QF | 2R | A  | A  | 1R | 2R | 2R | 1R | A  | A  | 2R | A  | A  | 0 / 7  |
| Llegenda: G: Guanyador; F: Finalista; SF: Semifinalista; QF: Quarts de final; Q: Qualificació; A: Absent; RR: Round Robin; NC: No celebrat |    |    |    |    |    |    |    |    |    |    |    |    |    |    |        |